# Naturschutzgebiet Hasper Bachtal
Das Naturschutzgebiet Hasper Bachtal befindet sich auf dem Gebiet der Stadt Ennepetal im Ennepe-Ruhr-Kreis in Nordrhein-Westfalen. Das Naturschutzgebiet liegt östlich von Voerde (Ennepetal) entlang des Hasper Baches zwischen Vockenhagen im Norden und Plessen im Süden. Die westliche Grenze bildet der Talsperrenweg und die östliche Grenze die ehemalige Trasse der Kleinbahn Haspe–Voerde–Breckerfeld.

## Beschreibung
Das 8,5372 ha große Gebiet ist seit 1999 unter der Kennung EN-022 als Naturschutzgebiet ausgewiesen.
Das Fachinformationssystem des Landesamtes für Natur, Umwelt und Verbraucherschutz in NRW gibt folgende Beschreibung des Gebietes ab:

„Das Gebiet umfasst ein Sohlental mit Hasper Bach, Feuchtbrachen, Wiesenflächen, Ahorn- und Erlenbeständen. Der Bach wird von Schwarzerle als Hauptbaumart gesäumt und weitere Arten, wie Hainbuche, Buche, Esche, Stieleiche und Berg-Ahorn kommen entlang des Ufers vor. Neben lehmigen Steil- und Flachufern sind einige flache Uferbereiche wie das Bachbett grobschottrig bis steinig. Teilweise treten Feinsedimentstellen im Bach auf. Der Hasper Bach fließt durch Ahorn- und Erlenbestände in denen eine spärliche Strauchschicht von Holunder und Esche gebildet wird. Die Krautschicht ist üppig und geprägt von nitrophilen Arten. Kleine vergabelte Nebenbäche breiten sich im Ahornwald aus. Eine Teichanlage als Artenschutzgewässer, zum Teil mit Röhrichtbeständen aus Breitblättrigem Rohrkolben, schließt sich im Übergangsbereich zwischen dem Ahorn- und Erlenbestand an. Linksseitig grenzen Feuchtbrachen und Wiesen an den Hasper Bach.(...)
Naturschutzfachlich bedeutend ist das Gebiet durch einen naturnahen und unverbauten Mittelgebirgsbach. Die angrenzenden Grünlandflächen sind als Refugialbiotope im Auenbereich schützenswert. Der Biotop stellt zudem eine geeignete Lebensstätte für Amphibien dar.“

## Schutzziele
Schutzziele sind
Sicherung und Entwicklung eines Mittelgebirgswiesentals mit naturnahen Mittelgebirgsbach als Lebensraum für wildlebende, z. T gefährdete Tier- und Pflanzenarten.
Wenn möglich sollten die Brachflächen in Zukunft regelmäßig gemäht und zu Wiesen rückgewandelt werden. Um eine Ansiedlung gebiets- und standorttypischer Wiesenarten zu unterstützen, empfiehlt es sich, Streugut der angrenzenden Wirtschaftsflächen aufzubringen.

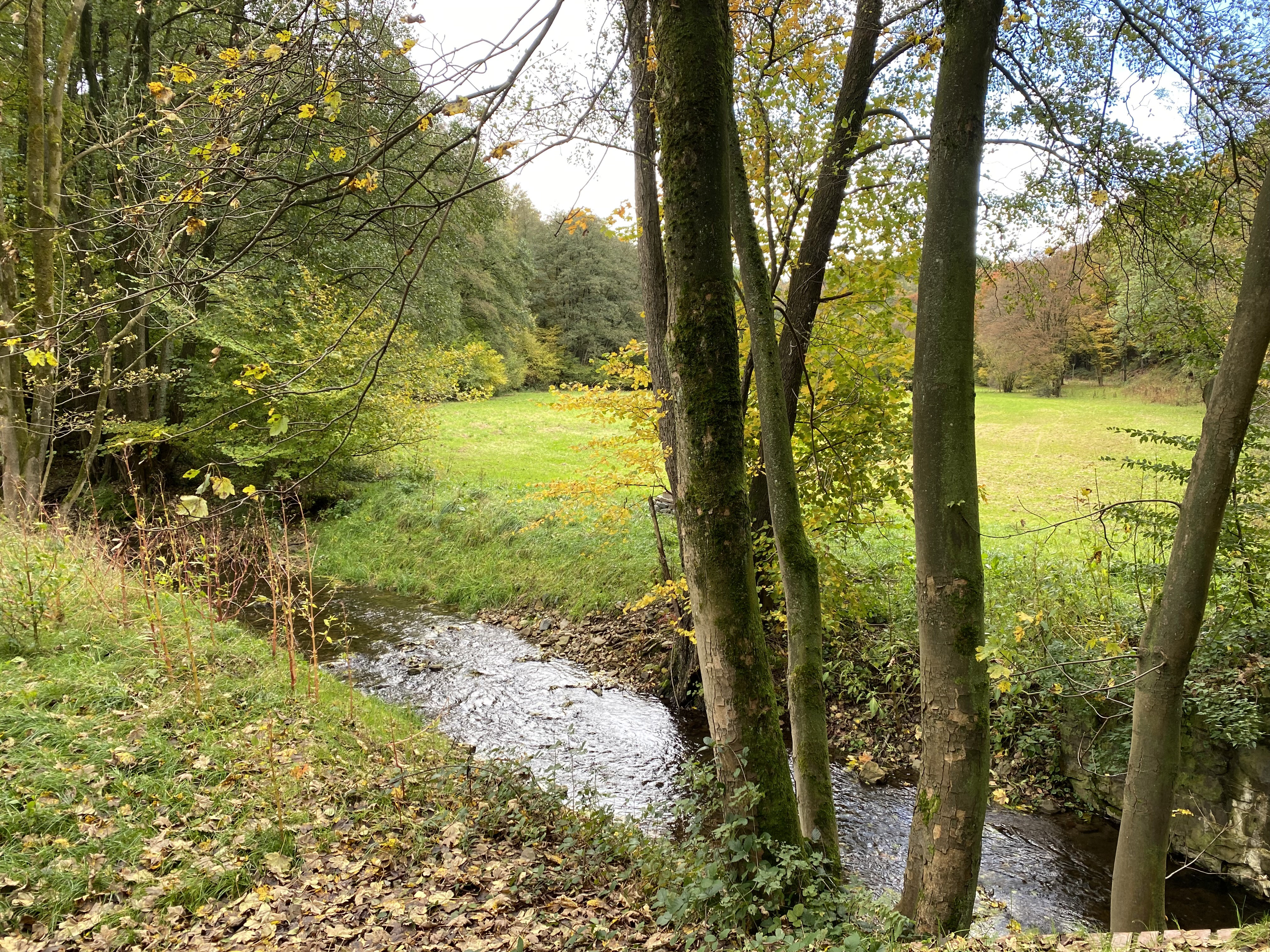
Hasper Bach am Rand eine Feuchtwiese
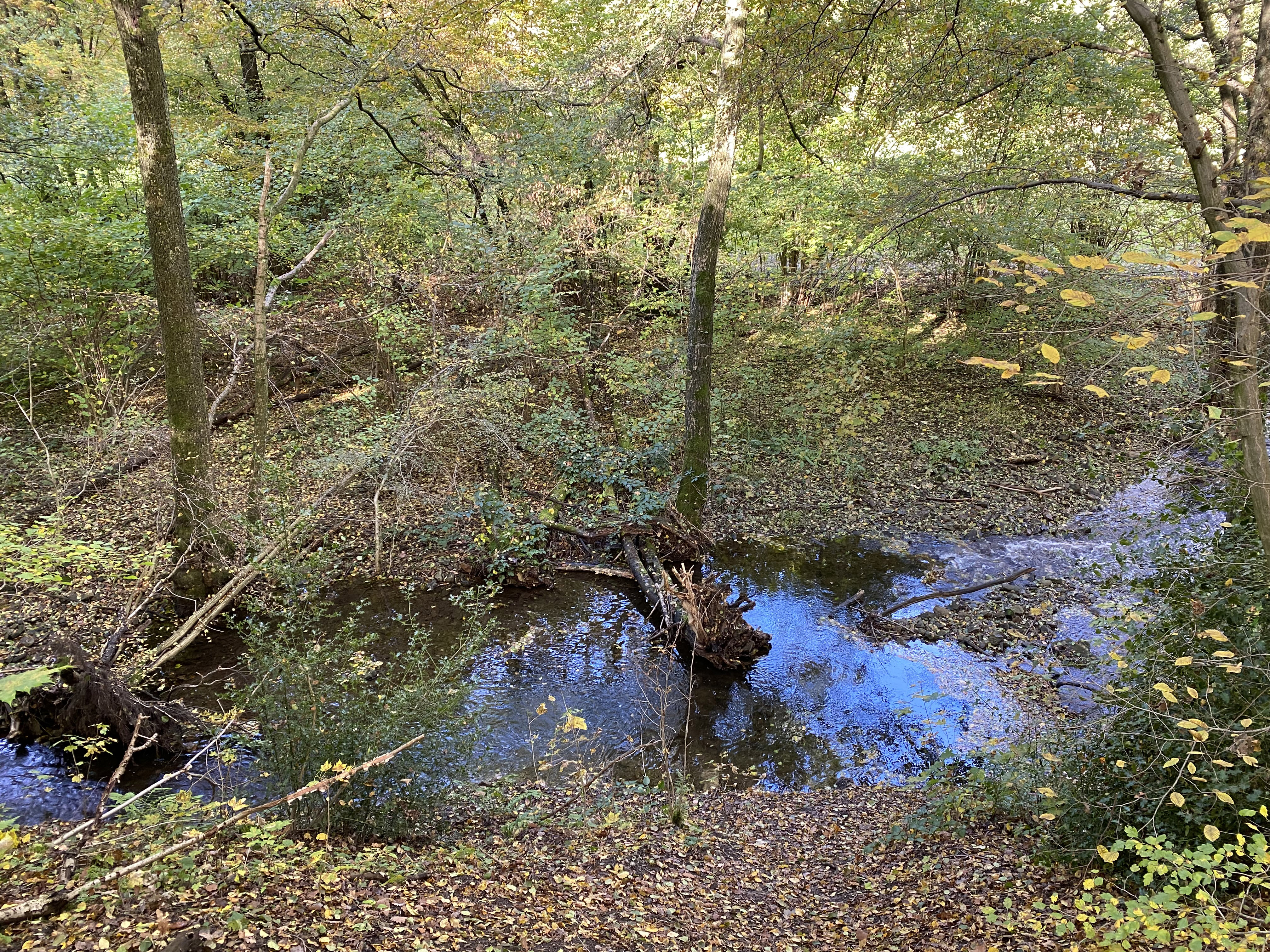
Hasper Bach am Fuß eines bewaldeten Hanges
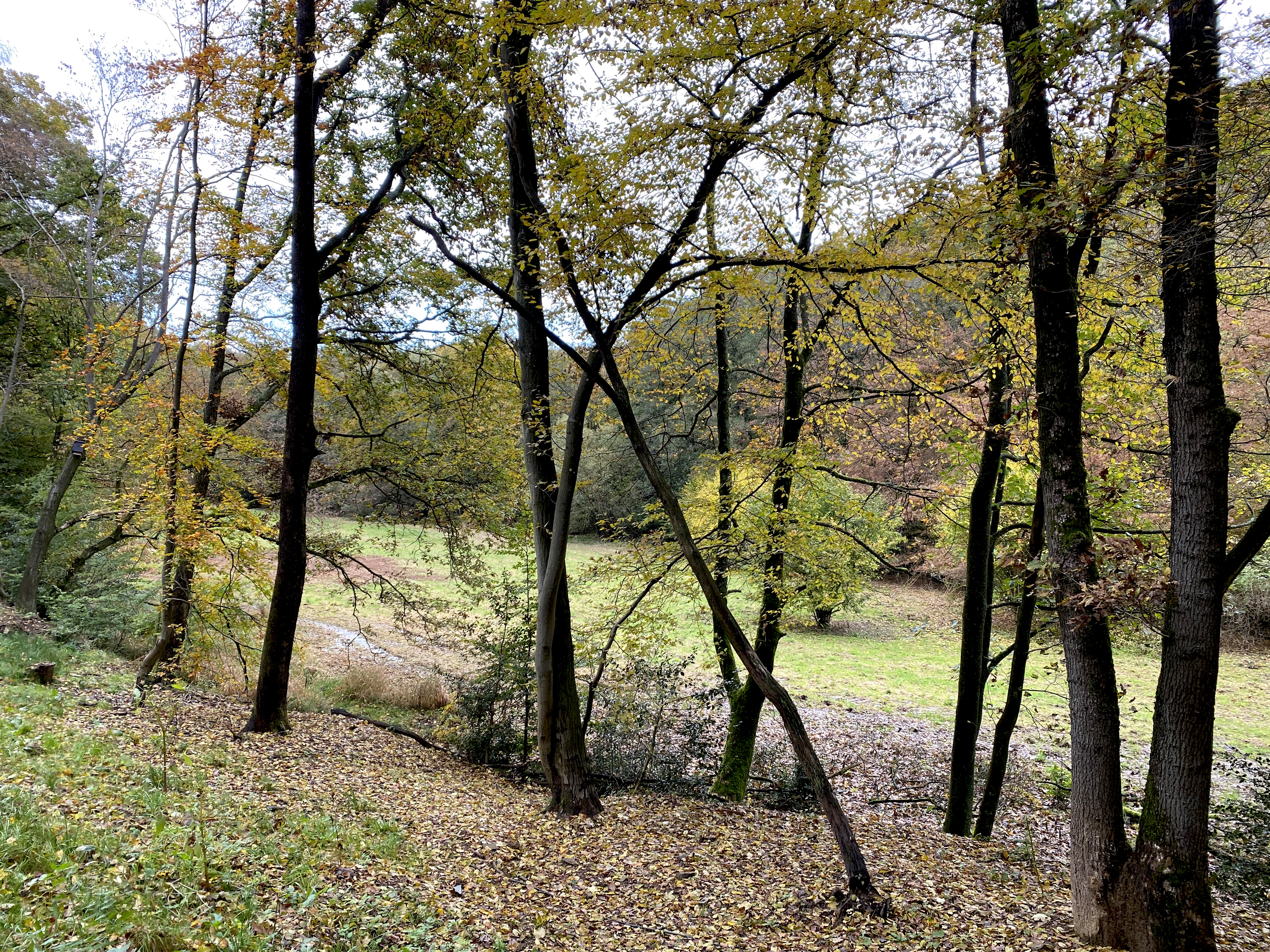
Ufergehölze begleiten den Hasper Bach
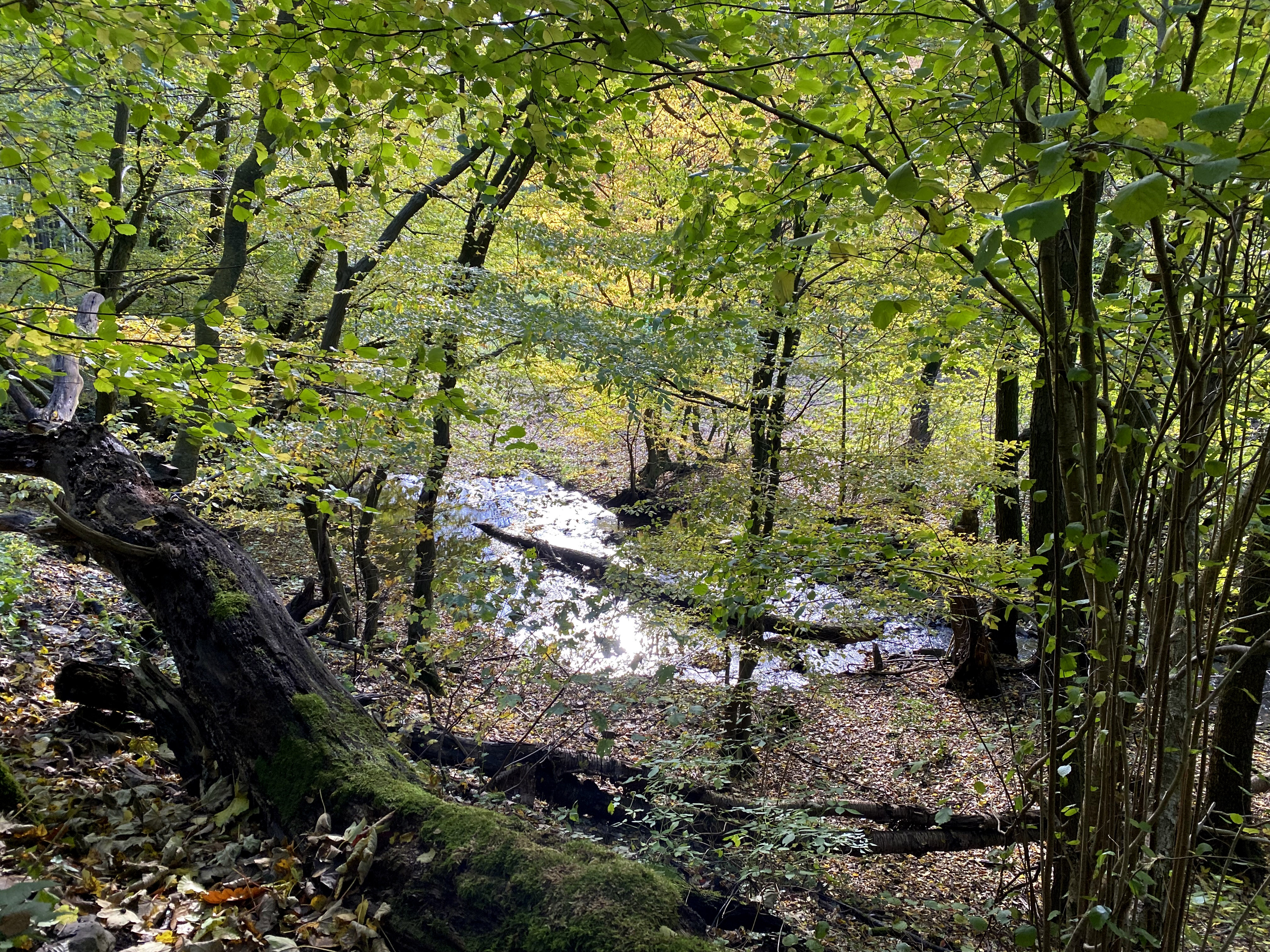
Totholz erfüllt wichtige Funktionen im NSG
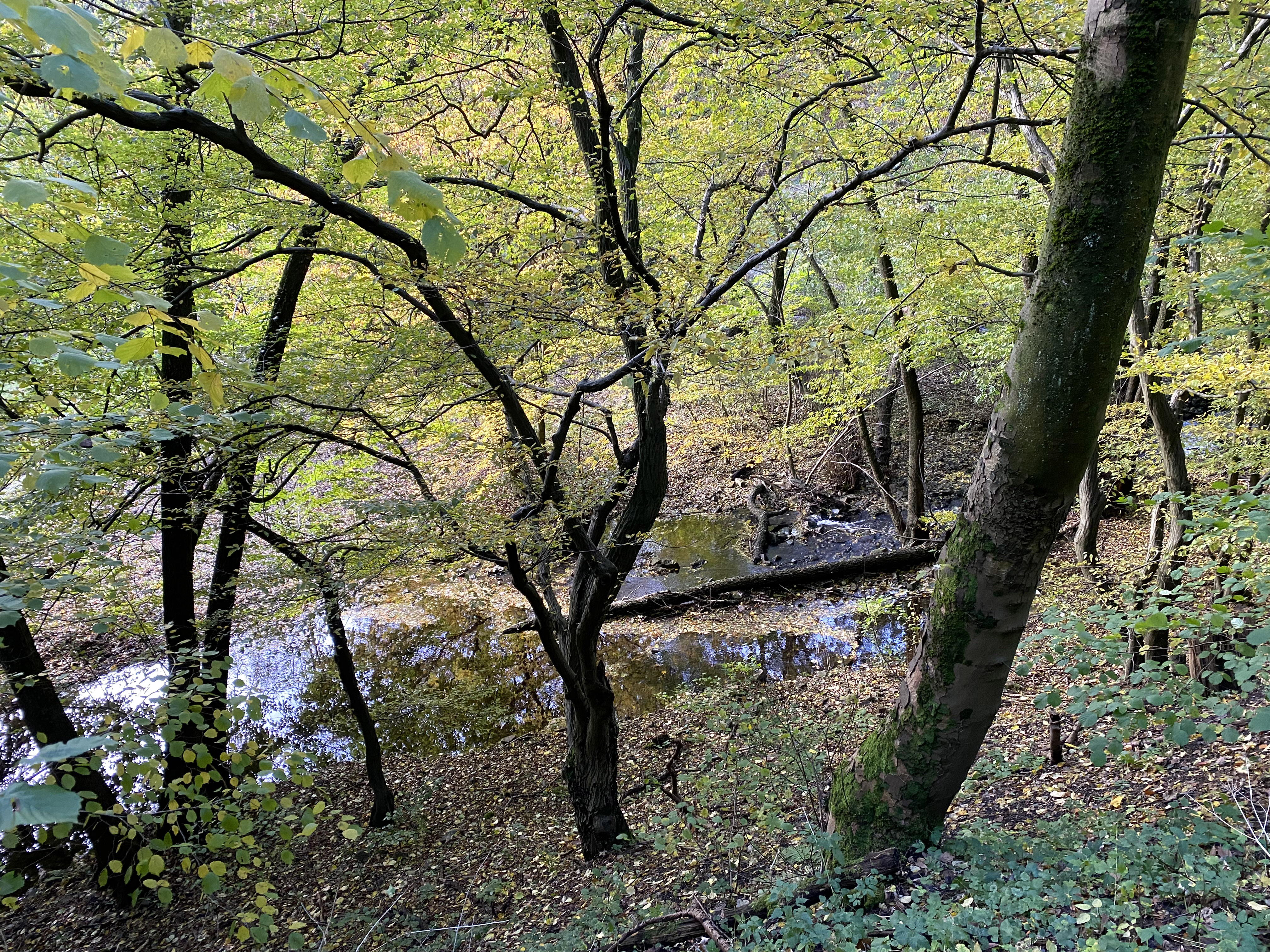
Hasper Bach mit geringer Fließdydnamik
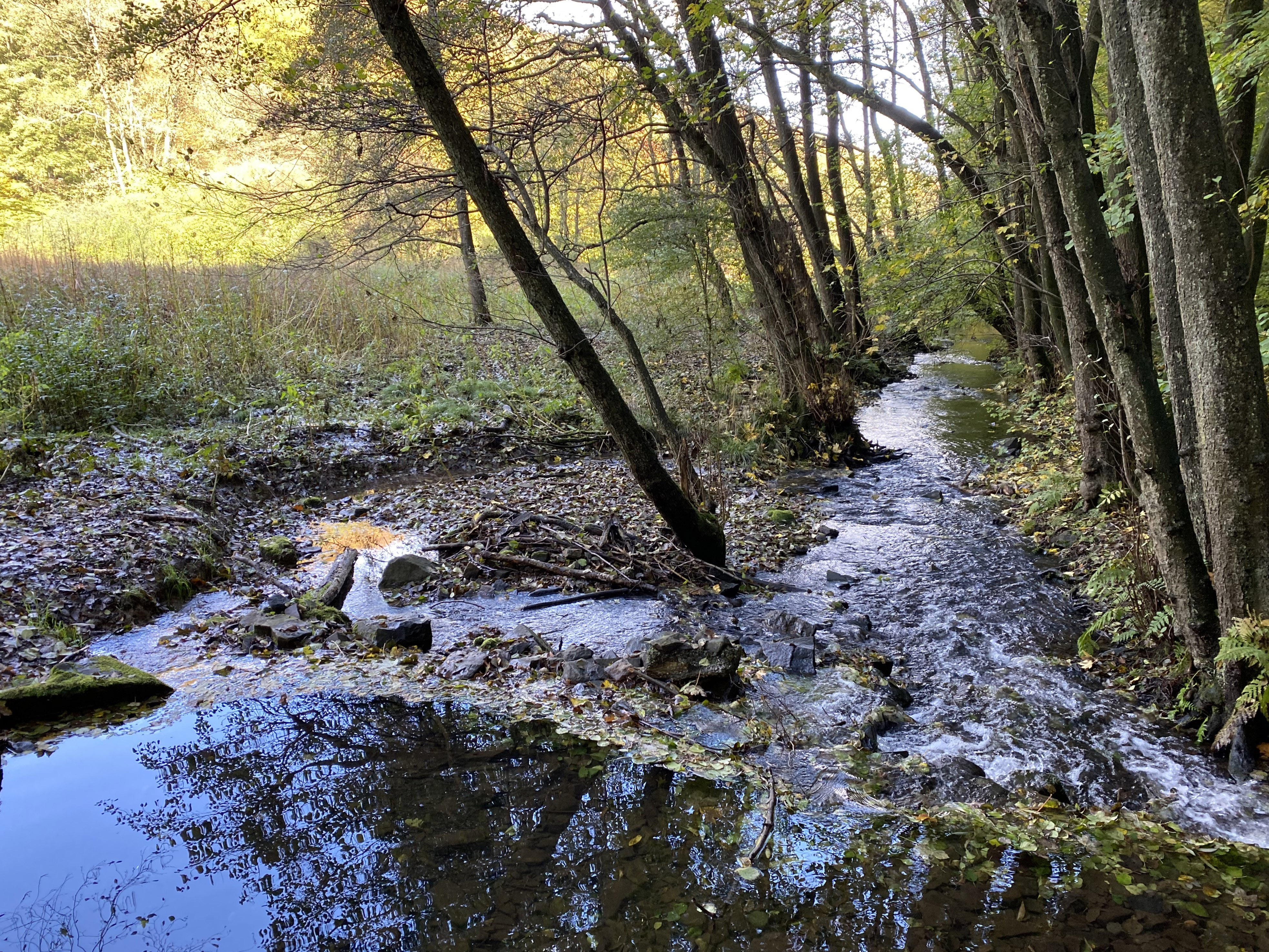
Hasper Bach mit hoher Fließdydnamik
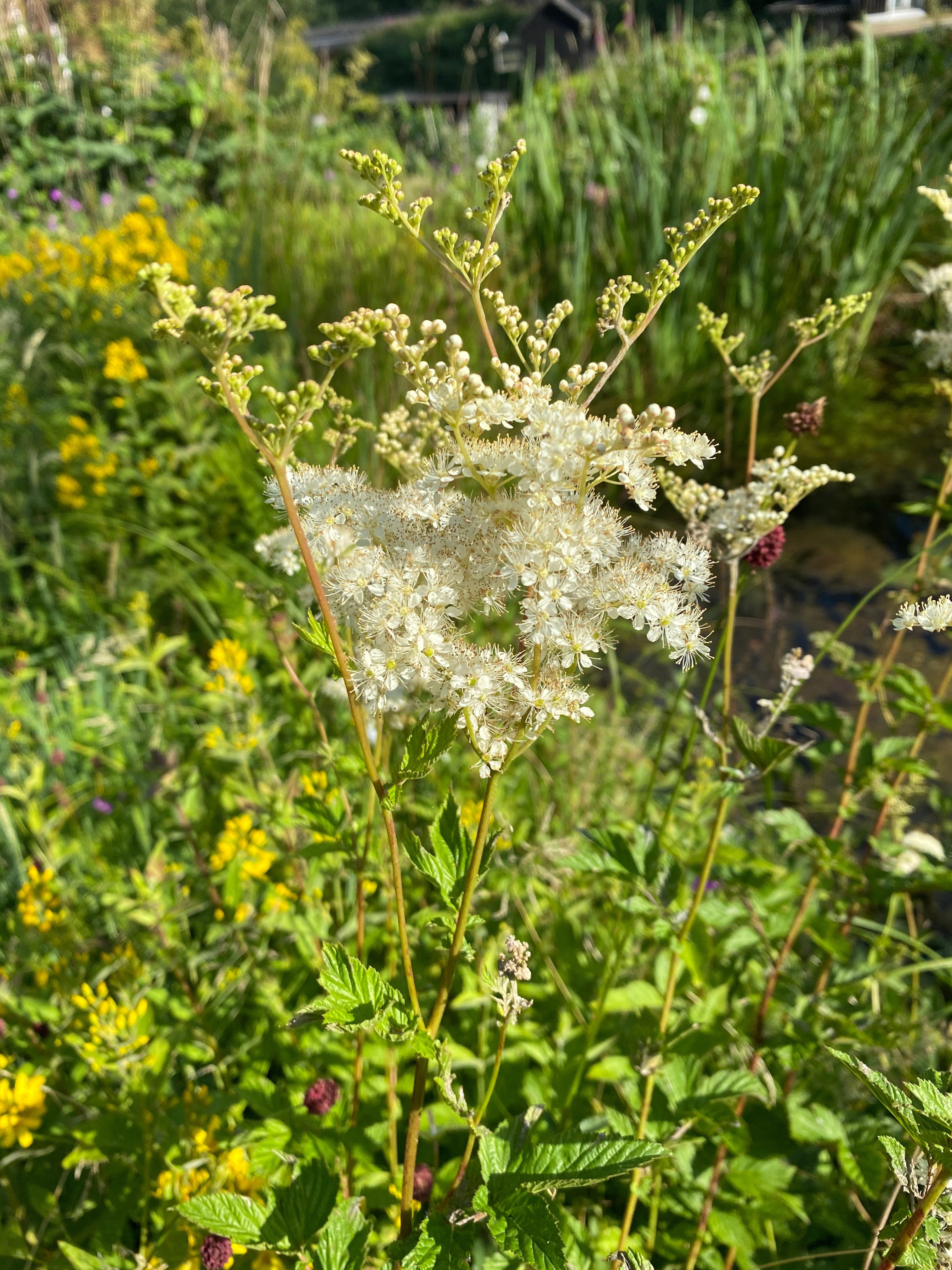
Mädesüß – wichtige Insektenpflanze auf feuchter Flur
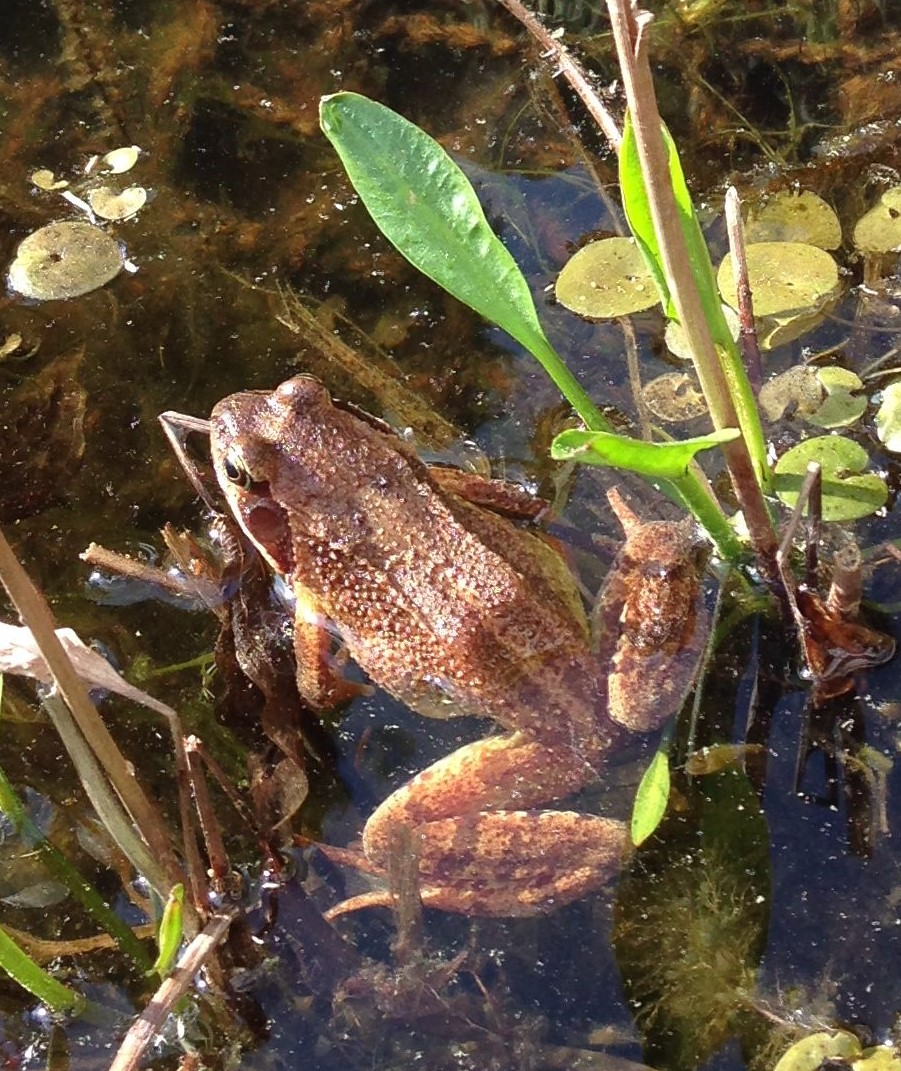
Grasfrosch hat geeignete Lebensbedingungen im NSG
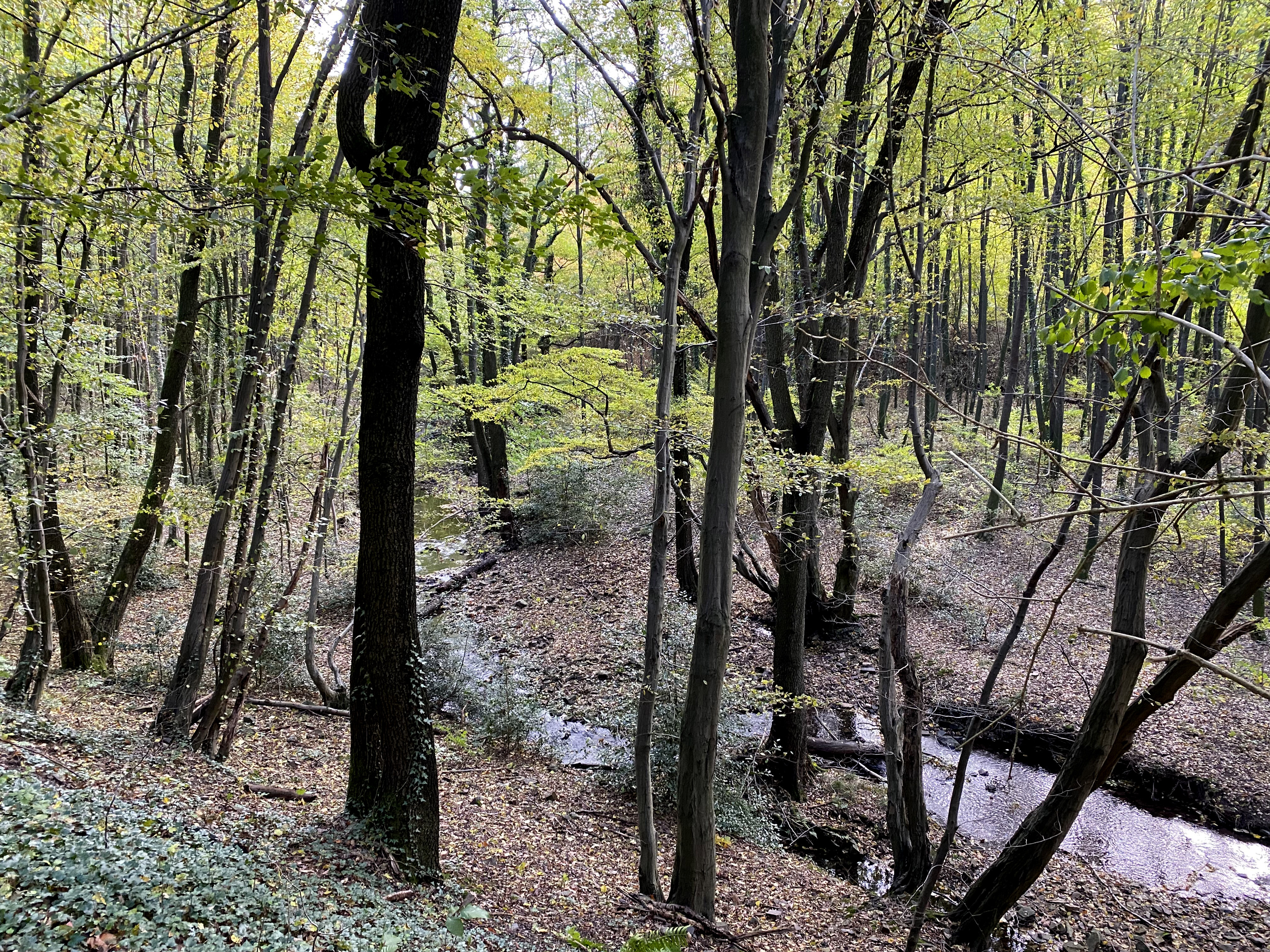
Auwald